# Бањоло Мела
Бањоло Мела (итал. Bagnolo Mella) је насеље у Италији у округу Бреша, региону Ломбардија.
Према процени из 2011. у насељу је живело 11871 становника. Насеље се налази на надморској висини од 86 м.

## Становништво
Према резултатима пописа становништва 2011. у општини је живело 12.692 становника.
| 1931. | 1936. | 1951. | 1961. | 1971.  | 1981.  | 1991.  | 2001.  | 2011.  |
| ----- | ----- | ----- | ----- | ------ | ------ | ------ | ------ | ------ |
| 7.540 | 7.967 | 9.650 | 9.602 | 10.319 | 10.738 | 10.819 | 11.375 | 12.692 |

## Партнерски градови
- Бри Конт Робер
- Штатберген